# Övra
Övra, ibland stavat Öfra, är en by i Junsele socken i Sollefteå kommun i Ångermanland. Övra är beläget cirka 3 mil nordväst om Junsele och cirka en mil från gränsen mot Lappland. Numera består byn av endast en invånare, men under byns glansdagar fanns 40 personer bosatta där. Övra är mest känt för sitt vildmarkskapell, Övra kapell, som byggdes i slutet av 1800-talet som en kombinerad skola och kyrksal. Den i Övra bosatta, Doris Berglund, medverkade i programmet 100 höjdare med Fredrik och Filip.
Trots att byn i stort sett är avfolkad, finns det en del hus som fortfarande hålles i gott skick av sina ägare.